# Bundeslehr- und Forschungsstätte der DLRG

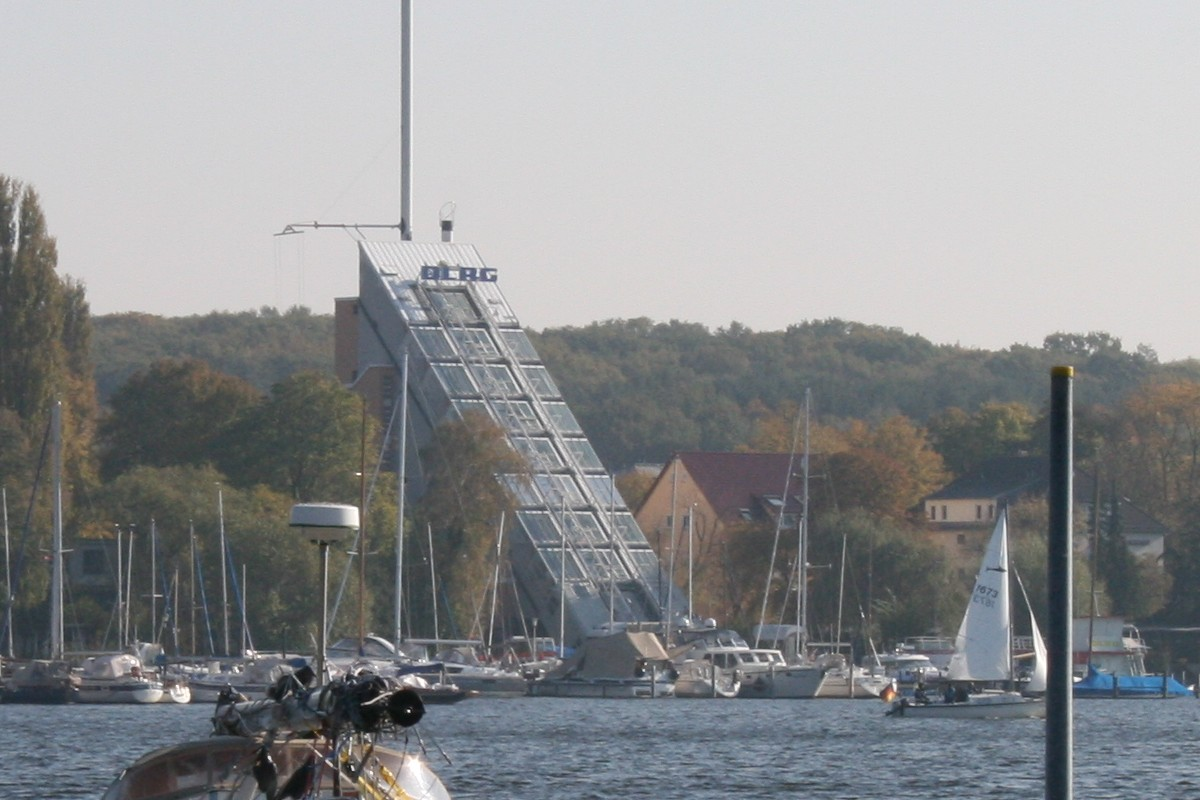
Ansicht von Westen 2011

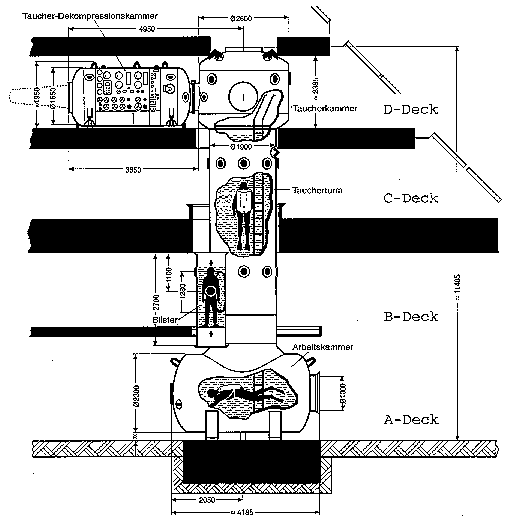
Schematische Darstellung der Tauchturmanlage

Die Bundeslehr- und Forschungsstätte  der Deutschen Lebens-Rettungs-Gesellschaft (BLFS) Berlin befindet sich in Berlin-Pichelsdorf an der Scharfen Lanke. 
Kernstück der Bundeslehr- und Forschungsstätte ist eine Tiefenrauschsimulationsanlage, der sogenannte Tauchturm Berlin. Die Tauchturmanlage besteht aus einem ca. 12 m hohen Stahlturm, der mit 31 m³ Wasser gefüllt ist. Dies entspricht einem Druck von 8 m Wassersäule. Angeschlossen ist eine Druckkammer für sechs Personen mit sechs Sauerstoffatemstellen sowie der Möglichkeit, mit Mischgas (Helium-Sauerstoff oder Trimix) zu arbeiten. Im Tauchturm sowie in der Druckkammer können aktuell Tauchgänge bis 100 m Wassertiefe simuliert werden. Dazu wird die oberhalb des Tauchturmes befindliche Druckkammer mit Pressluft gefüllt, so dass die Taucher vor ihrem eigentlichen „nassen“ Tauchgang „trocken“ auf eine vorher bestimmte physikalische Tauchtiefe gebracht werden. Der Standardtauchgang liegt bei 50 Meter Wassertiefe. Dabei wird in der Druckkammer ein Druck von 5,2 bar erzeugt, der dem Druck in 42 Metern Wassertiefe entspricht. Die letzten 8 Meter werden dann „nass“ im Tauchturm getaucht.
Die Anlage wird genutzt:
- Für das Training und die Ausbildung von Einsatz-, Berufs- und Sporttauchern.
- Für die Behandlung von Taucherunfällen und Caisson-Arbeitern.
- Für Druckkammertests bei Tauchtauglichkeitsuntersuchungen.
- Für die Forschungsarbeiten auf dem Gebiet der Unterwassermedizin.
- Überdruckkammer-Behandlung von Tauchunfällen.
- Für die Erprobung technischer Geräte unter Druck.

Unter sicheren Bedingungen können im Tauchturm Berlin Tauchgänge jenseits der 30-m-Marke durchgeführt werden. Durch dieses Training können die Taucher später im Freigewässer die ersten Anzeichen eines Tieferausches mitunter besser erkennen.
Die Planung der Anlage geht in die Mitte der 60er zurück, als die DLRG Berlin ein neues Heim für die Wasserretter errichtete, welches von Ludwig Leo als Architekten geplant wurde. Der damalige Präsident der DLRG, Siegfried John, hatte sich sehr für den Einbau dieses weltweit einmaligen Tauchsimulators eingesetzt. Die ersten Tauchgänge wurden 1974 im Tauchturm Berlin durchgeführt. In der Folgezeit wurde auch zahlreiche Tauchunfälle in der Dekompressionskammer der DLRG behandelt. Die ungewöhnliche Rampenform des Gebäudes ergab sich aus der Überlegung, verunglückte Personen in einer mobilen Druckkammer nach Spandau zu verlegen, diese Druckkammer mit einem Schrägaufzug am Gebäude nach oben zu fahren und dort an die ortsfeste Druckkammer anzudocken, so dass der Patient ohne Druckverlust aus der mobilen in die stationäre Kammer verbracht werden kann. 
Seit November 2010 ist die Dekompressionskammer der Tauchturmanlage als Behandlungskammer bei der Gesellschaft für Tauch- und Überdruckmedizin (GTÜM) gelistet und seit 2011 ist die DLRG Berlin mit ihrer Tauchturmanlage Mitglied im Verband Deutscher Druckkammerzentren (VDD).